# Cemento Portland

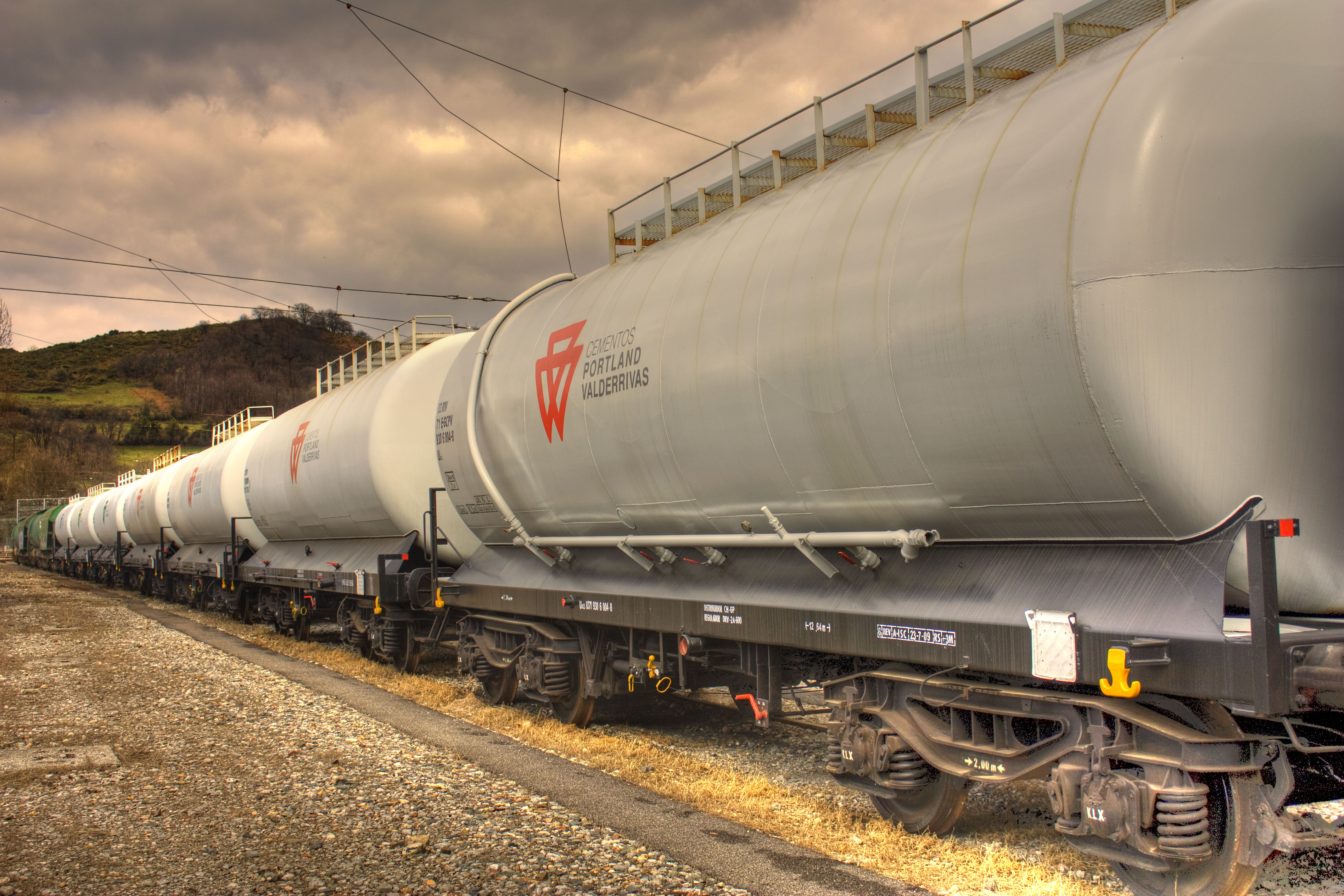
Un convoy de mercancías compuesto por vagones cisterna de la empresa Cementos Portland en la estación de Soto de Rey.

El cemento Portland es un conglomerante o cemento hidráulico que, cuando se mezcla con áridos, agua y fibras de acero discontinuas y discretas tiene la propiedad de conformar una masa pétrea resistente y duradera denominada hormigón. Es el más usual en la construcción y es utilizado como conglomerante para la preparación del hormigón (llamado concreto en varias partes de Hispanoamérica). Como cemento hidráulico tiene la propiedad de fraguar y endurecer en presencia de agua, al reaccionar químicamente con ella para formar un material de buenas propiedades aglutinantes.  
Fue inventado en 1824 en Inglaterra por el constructor Joseph Aspdin año en que recibio la patente. El nombre se debe a la semejanza en aspecto con las rocas que se encuentran en la isla de Pórtland, en el condado de Dorset, aunque también se argumenta que esta asignación tenía el objetivo de asociarla a 'alta calidad' dentro del mercado de elementos de construcción de las calizas de la referida localidad. 
Suele poseer un color gris pizarra intenso o bien un color marfil pálido (en cuyo caso se hace llamar cemento blanco).
De acuerdo un informe de la Agencia Internacional de Energía, el aumento de la población global, los procesos de urbanización crecientes y las necesidades de infraestructura para el desarrollo, hacen que la demanda de cemento esté en aumento a nivel mundial. Esto hace que el cemento Portland sea la sustancia manufacturada más consumida en el planeta y que el sector industrial de producción de cemento ocupe el tercer lugar en uso de energía industrial, comprendiendo el 7% del total o equivalente a alrededor de 10,7 exajulios.

## Fabricación del cemento Portland

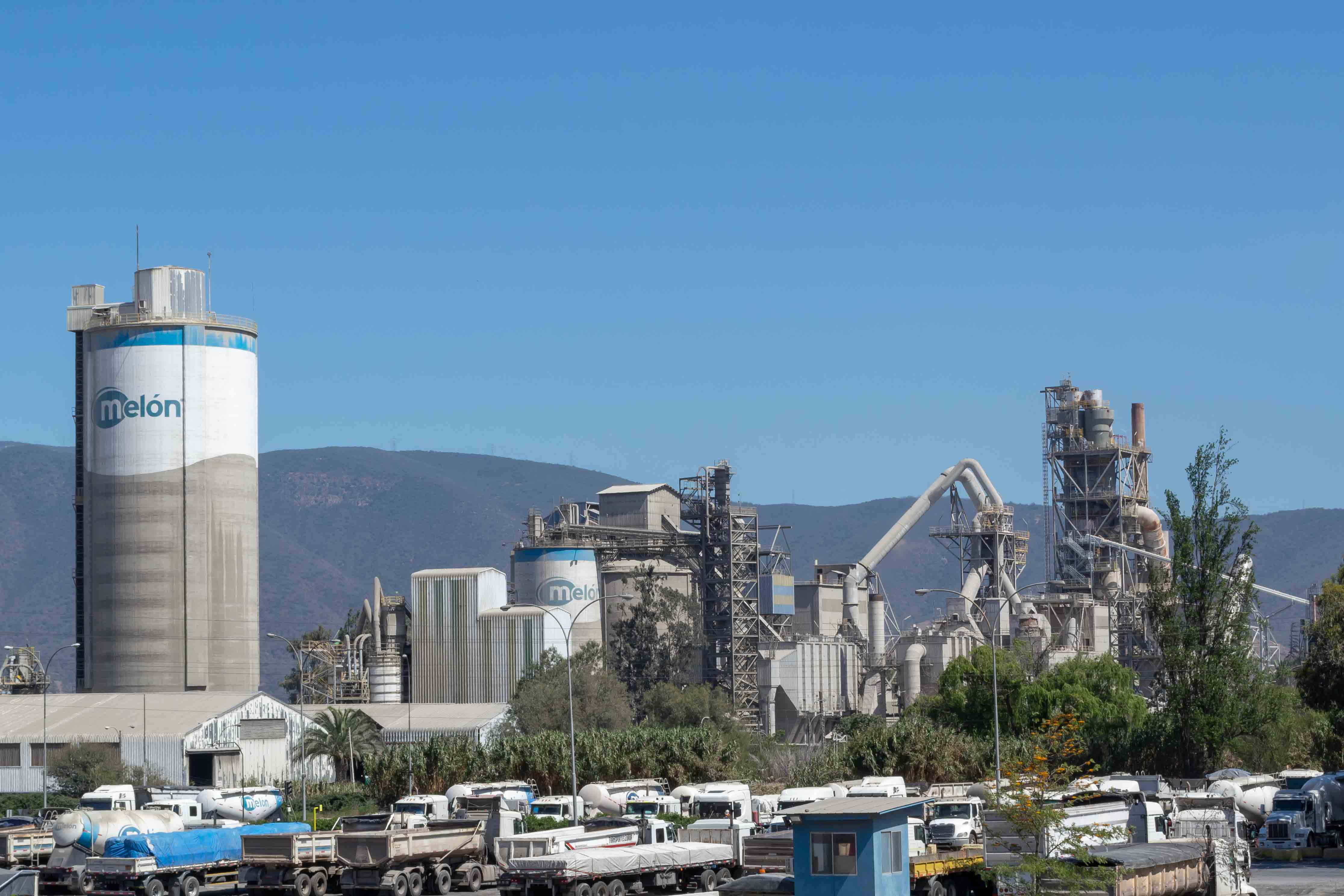
Planta Melón La Calera en La Calera, en Chile.

La fabricación del cemento Portland se da en tres fases: 
- preparación de la mezcla de las materias primas
- producción del clinker
- preparación del cemento.

Las materias primas para la producción del portland son minerales que contienen:
- Óxido de calcio (44 %),
- Óxido de silicio (14,5 %),
- Óxido de aluminio (3,5 %),
- Óxidos de hierro (3 %)
- Óxido de magnesio (1,6 %).

La extracción de estos minerales se hace en canteras, que preferiblemente deben estar próximas a la fábrica. Con frecuencia los minerales ya tienen la composición deseada; sin embargo en algunos casos es necesario agregar arcilla, o bien carbonato de calcio, o bien minerales de hierro, bauxita, u otros minerales residuales de fundiciones.

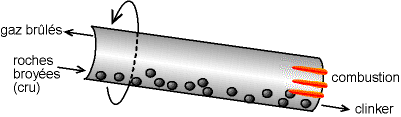
Esquema de un horno.

La mezcla es calentada en un horno especial, con forma de un gran cilindro (llamado kiln) dispuesto casi horizontalmente, con ligera inclinación, que rota lentamente. La temperatura aumenta a lo largo del cilindro hasta llegar a unos 1400 °C, que hace que los minerales se combinen pero sin que se fundan o vitrifiquen.
En la zona de menor temperatura, el carbonato de calcio (calcáreo o caliza) se disocia en óxido de calcio y dióxido de carbono (CO2). En la zona de alta temperatura el óxido de calcio reacciona con los silicatos y forma silicatos de calcio (Ca2Si y Ca3Si). Se forma también una pequeña cantidad de aluminato tricálcico (Ca3Al) y ferroaluminato tetracálcico (Ca4AlFe). El material resultante es denominado clínker. El clínker puede ser conservado durante años antes de proceder a la producción del cemento, con la condición de que no entre en contacto con el agua.
La energía necesaria para producir el clínker es de unos 1700 julios por gramo, pero a causa de las pérdidas de calor el valor es considerablemente más elevado. Esto comporta una gran demanda de energía para la producción del cemento y, por tanto, la liberación de gran cantidad de dióxido de carbono en la atmósfera, un gas de efecto invernadero.
Para mejorar las características del producto final al clínker se agrega aproximadamente el 2 % de yeso (aljez) y la mezcla es molida finamente. El polvo obtenido es el cemento preparado para su uso.

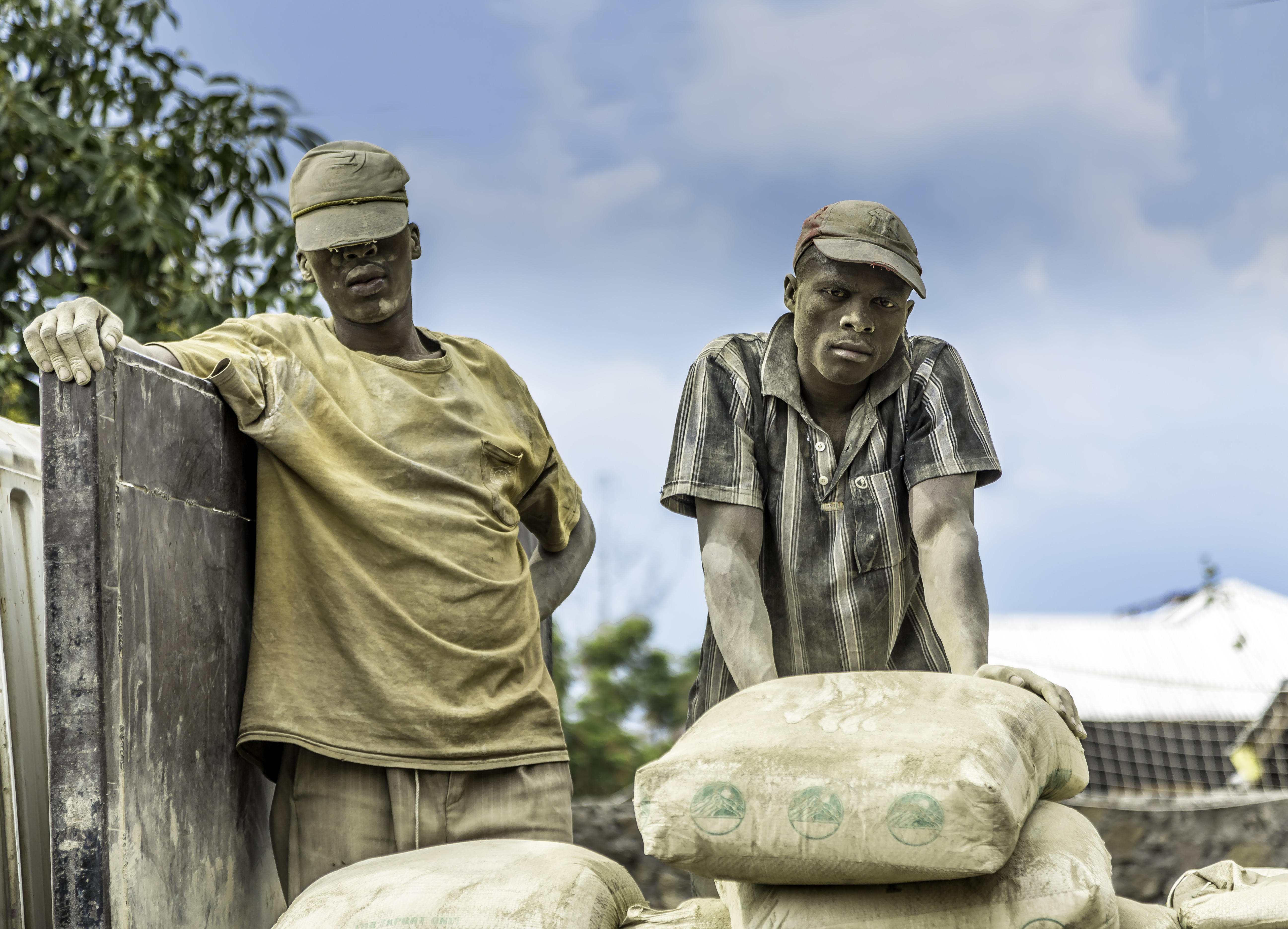
Un padre y su hijo en la ciudad de Goma, en la República Democrática del Congo. El cemento puede dañar la piel si se manipula sin protección.

El cemento obtenido tiene una composición del tipo:
- 64 % óxido de calcio
- 21 % óxido de silicio
- 5,5 % óxido de aluminio
- 4,5 % óxidos de hierro
- 2,4 % óxido de magnesio
- 1,6 % sulfatos
- 1 % otros materiales, entre los cuales principalmente agua.

Cuando el cemento Portland se mezcla con agua se obtiene un producto de características plásticas con propiedades adherentes que solidifica en algunas horas y endurece progresivamente durante un período de varias semanas hasta adquirir su resistencia característica. El endurecimiento inicial es producido por la reacción del agua, yeso y aluminato tricálcico, formando una estructura cristalina de calcio-aluminio-hidrato, estringita y monosulfato. 
El sucesivo endurecimiento y el desarrollo de fuerzas internas de tensión derivan de la reacción más lenta del agua con el silicato tricálcico formando una estructura amorfa llamada calcio-silicato-hidrato. En ambos casos, las estructuras que se forman envuelven y fijan los granos de los materiales presentes en la mezcla. Una última reacción produce el gel de sílice (SiO2). Las tres reacciones generan calor.
Las reacciones de hidratación, que forman el proceso de fraguado son:
6 CaOSiO2 + (x+3) H2O → 3 CaO2SiO2·xH2O + 3 Ca(OH)2

4 CaOSiO2+ (x+1) H2O → 3 CaO2SiO2·xH2O + Ca(OH)2

6 CaOAl2O3+ (x+8) H2O → 4 CaOAl2O3·xH2O + 2 CaOAl2O3·8H2O 

3 CaOAl2O3 + 12 H2O + Ca(OH)2 → 4 CaOAl2O3·13H2O 

4 CaOAl2O3Fe2O3 + 7 H2O → 3 CaOAl2O3·6H2O + CaOFe2O·3H2O
Estas reacciones son todas exotérmicas. La más exotérmica es la hidratación de CaOAl2O3, seguida de la de CaOSiO2, y luego CaOAl2O3Fe2O3 y finalmente CaOSiO2.

#### Función del yeso
El yeso, o aljez, se agrega generalmente al clínker para regular el fraguado. Su presencia hace que el fraguado se concluya aproximadamente en 45 minutos. El yeso reacciona con el aluminato tricálcico para formar una sal expansiva llamada etringita.

3 CaOAl2O3 + 3 CaSO4·2H2O + 26 H2O → 3CaOAl2O3·3CaSO4·32H2O 

### Módulos
Los módulos son valores característicos de cada cemento o cal, que permiten conocer en qué relación se encuentran, porcentualmente, los diversos componentes en el producto final. Para el cemento portland se tiene:
Módulo hidráulico
{\displaystyle M_{i}={\frac {\%CaO}{\%Al_{2}O_{3}+\%Fe_{2}O_{3}+\%SiO_{2}}}=1.7-2.3}
Módulo de silicatos
{\displaystyle M_{s}={\frac {\%SiO_{2}}{\%Al_{2}O_{3}+\%Fe_{2}O_{3}}}=1.9-3.2}
Módulo silícico
{\displaystyle M_{c}={\frac {\%SiO_{2}}{\%Al_{2}O_{3}}}=2.5-3.5}
Módulo de alúmina
{\displaystyle M_{f}={\frac {\%Al_{2}O_{3}}{\%Fe_{2}O_{3}}}=1.5-2.5}

## Impacto Ambiental

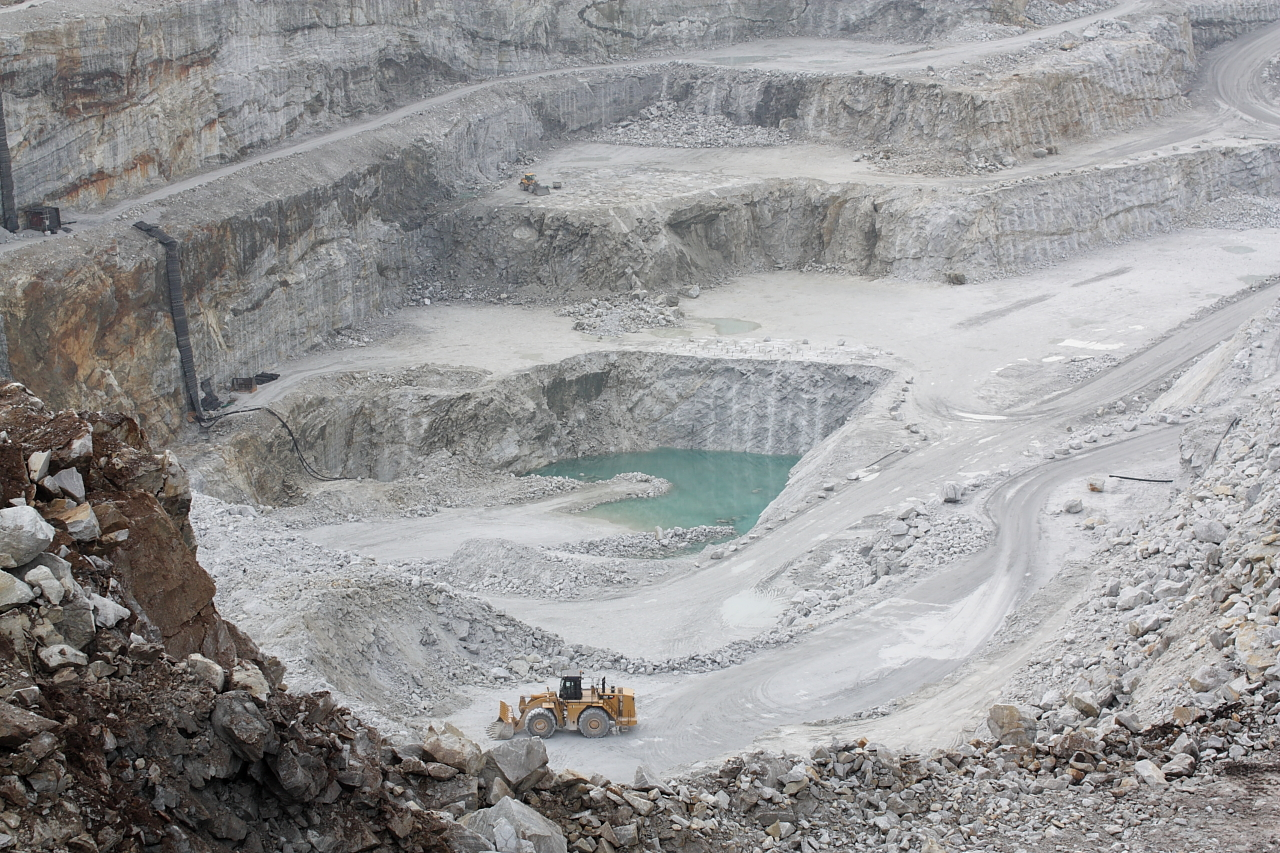
Mina de caliza empleada para la fabricación de cemento.

La producción de cemento Portland comprende una serie de impactos ambientales. La descomposición de la piedra caliza (carbonato de calcio), representa aproximadamente dos tercios de las emisiones totales de CO2 generadas en el proceso, mientras el resto de emisiones de CO2 se debe a la combustión de combustibles, volviendo al sector en uno de los responsables más grandes del total emisiones industriales directas de dióxido de carbono (alrededor de un 27% o 2,2 gigatoneladas de dióxido de carbono por año en 2014). Existen otros impactos relacionados, como emisiones de ruido, partículas de polvo y otros impactos relacionados con su producción y distribución como el ciclo de vida de la mina, entre otros.
El cemento Portland está directamente relacionado con la construcción y constituye uno de los factores principales de desarrollo de los países, por lo que reemplazarlo en su totalidad no es viable. Dado que su empleo en el futuro seguirá vigente, es necesario reducir su impacto ambiental, por lo que existen una serie de acciones dirigidas a mitigar el impacto de la industria en cuanto a polución y eficiencia energética.
Estudios recientes demuestran que se puede mejorar la eficiencia económica y disminuir los impactos ambientales del cemento Portland, mediante el uso de una serie técnicas que incluyen el uso de materiales cementicios suplementarios que reducen las emisiones de Co2, el empleo de aditivos tecnológicos utilizados en el proceso de molienda, que mejoran el rendimiento del molino al reducir el consumo específico de energía o el empleo de arcillas calcinadas como sustituto parcial del Clinker, entre otros.
De la misma manera, actualmente se prioriza el empleo de tecnologías de mitigación ambiental y control de la contaminación, de aquellos contaminantes emitidos a la atmósfera durante fabricación de cemento, como la generación del polvo, emisiones de dióxido de azufre, emisiones de óxidos de nitrógeno o la propia contaminación acústica.

### Impactos Positivos en el ambiente

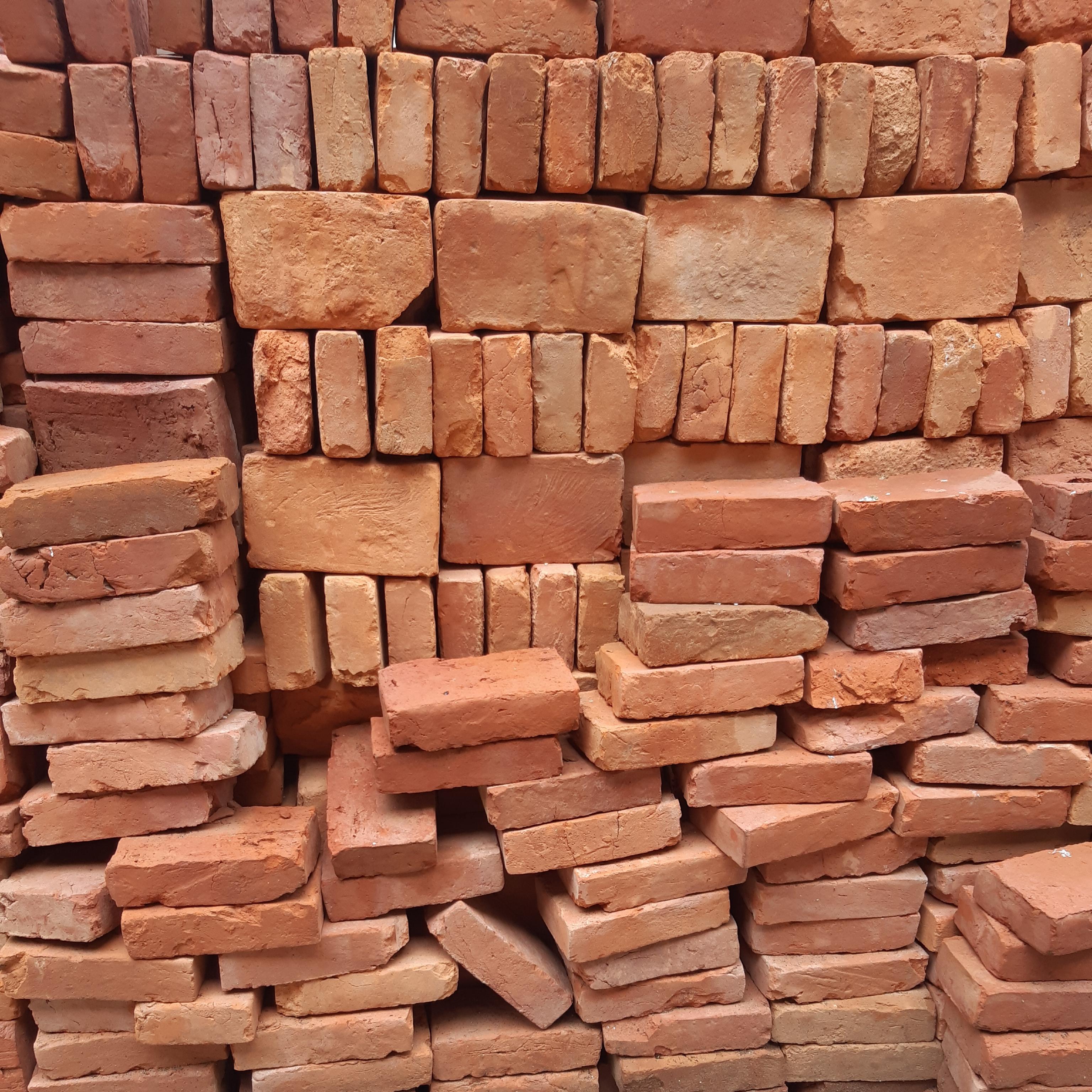
Ladrillos tradicionales, cocidos con fuego y alto costo energético.

El uso del cemento Portland empleado junto a compuestos naturales como el suelo para producir ladrillos de tierra-cemento, puede tener efectos ambientales positivos frente a alternativas más tradicionales como el ladrillo convencional o los bloques de cerámica. Esto, en especial en lo que respecta a disponibilidad de los materiales (el suelo usualmente cerca o en la zona de construcción), ahorro de energía al prescindir de fuego para elaboración de ladrillos y reducción de costo de transporte al producirse in situ.

### Uso de materiales alternativos en eco-cementos
Con el objetivo de reducir la huella de carbono del cemento Portland, se han desarrollado estrategias que incluyen el uso de materiales cementicios suplementarios como sustitutos parciales del clínker. Un estudio evaluó la viabilidad del uso de ceniza volcánica procedente del volcán Cumbre Vieja (La Palma, España) en la fabricación de eco-cementos.
La ceniza generada por la erupción de 2021 se caracteriza por su alto contenido en sílice (45 %) y alúmina (15 %), lo que le confiere una reacción puzolánica con la portlandita. Los resultados del estudio indican que los cementos con hasta un 40 % de ceniza volcánica cumplen con los estándares químicos, físicos y mecánicos requeridos, además de presentar buena durabilidad intrínseca. Su incorporación podría contribuir significativamente a la reducción de las emisiones de CO₂ en la industria cementera y fomentar el desarrollo de cementos con menor impacto ambiental.

## Tipos de cementos Portland
- TIPO I: Es el cemento Pórtland destinado a obras de concreto en general, cuando en las mismas no se especifique la utilización de otro tipo (Edificios, estructuras industriales, conjuntos habitacionales). Libera más calor de hidratación que otros tipos de cemento
- TIPO II: de moderada resistencia a los sulfatos, es el cemento Pórtland destinado a obras de concreto en general y obras expuestas a la acción moderada de sulfatos o donde se requiera moderado calor de hidratación, cuando así sea especificado.(Puentes, tuberías de concreto).
- TIPO III: Alta resistencia inicial, como cuando se necesita que la estructura de concreto reciba carga lo antes posible o cuando es necesario desencofrar a los pocos días del vaciado.
- TIPO IV: Se requiere bajo calor de hidratación en que no deben producirse dilataciones durante el fraguado (Presas).
- TIPO V: Usado donde se requiera una elevada resistencia a la acción concentrada de los sulfatos (canales, alcantarillas, obras portuarias).

Los CEMENTOS ADICIONADOS, derivados del portland tipo I:
- TIPO ICO: Cemento Pórtland tipo adicionado o compuesto, que contiene hasta 30 % de filler calizo u otro material.
- TIPO IMS: Cemento Portland tipo I adicionado, con moderada protección a los sulfatos (Moderate Sulphate).  Se emplea donde sean importantes las precauciones contra el ataque moderado por los sulfatos, tales como en estructuras de drenaje, donde las concentraciones de sulfatos en el agua subterráneo son mayores que lo normal pero no llegan a ser severas.

Este cemento se usa de la misma manera que el cemento pórtland tipo II.  Como el tipo II, se debe preparar el concreto de cemento portland tipo IMS con baja relación agua materiales cementantes para que se garantice la resistencia a los sulfatos.
- TIPO IHS: Cemento Pórtland tipo I adicionado con alta protección contra los sulfatos (High Sulphate). Se usa en concreto expuesto a la acción severa de los sulfatos principalmente donde el suelo o el agua subterránea tienen altas concentraciones de sulfato. Este cemento se emplea de la misma manera que el Cemento Pórtland tipo V.
- TIPO GU: El cemento Pórtland tipo I adicionado de uso general tipo GU (General Use). Es adecuado para todas las aplicaciones donde las propiedades especiales de los otros tipos de cemento no sean necesarias. Su uso en concreto incluye pavimentos, pisos, edificios en concreto armado, puentes, tubería, productos de concreto prefabricado y otras aplicaciones donde se usa el cemento pórtland tipo I

### Cementos Portland especiales

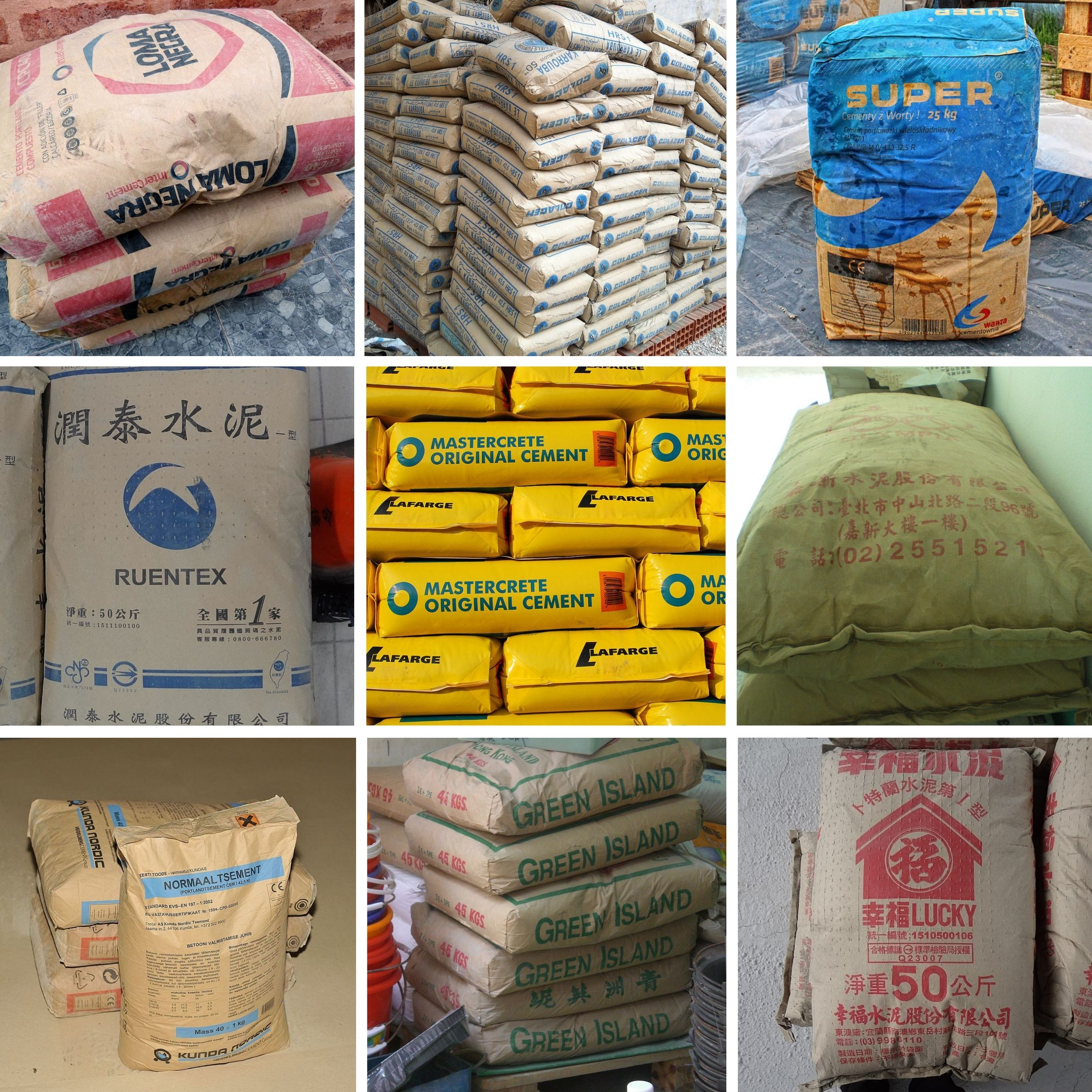
Distintos tipos de bolsa de cemento del mundo.

Los cementos Portland especiales son los que se obtienen del mismo modo que el cemento Portland normal, pero tienen características diferentes a causa de variaciones en el porcentaje de los componentes que lo conforman.

## Etapas de la fabricación del cemento
- Explotación de materias primas: consiste en la extracción de las piedras calizas y las arcillas de los depósitos o canteras, las cuales dependiendo de sus condiciones físicas se hacen con los diferentes sistemas de explotación; luego el material se transporta a la fábrica.

- Preparación y clasificación de las materias primas: una vez extraídos los materiales, en la fábrica se reduce el tamaño de la caliza siguiendo ciertas especificaciones dada para la fabricación. Su tamaño se reduce con la trituración hasta que su tamaño oscile entre 5 y 10 mm.

- Homogeneización: consiste en mezclar las arcillas y calizas, que ya han sido trituradas. Se lleva a cabo por medio de bandas transportadoras o molinos, con el objetivo de reducir su tamaño hasta el orden de diámetro de medio milímetro. En esta etapa se establece la primera gran diferencia de los sistemas de producción del cemento, (procesos húmedos y procesos secos).

- Clinkerización: consiste en llevar la mezcla homogeneizada a hornos rotatorios a grandes temperaturas, aproximadamente a 1450 °C. En la parte final del horno se produce la fusión de varios de los componentes y se forman gránulos de 1 a 3 cm de diámetro, conocidos con el nombre de clínker.

- Enfriamiento: después que ocurre el proceso de clinkerización a altas temperaturas, viene el proceso de enfriamiento que consiste en una disminución de la temperatura para poder trabajar con el material. Este enfriamiento se acelera con equipos especializados.

- Adiciones finales y molienda: una vez que el clínker se ha enfriado, se prosigue a obtener la finura del cemento, que consiste en moler el clínker. Después se le adiciona yeso con el fin de retardar el tiempo de fraguado.

- Empaque y distribución: esta última etapa consiste en empacar el cemento fabricado en sacos de 50 kilogramos, teniendo mucho cuidado con diversos factores que puedan afectar la calidad del cemento. Luego se transporta y se distribuye con cuidados especiales.

## Cualidades del cemento
- Resistencia, la compresión es afectada fuertemente por la relación agua/cemento y la edad o la magnitud de la hidratación.

- Durabilidad y flexibilidad: ya que es un material que no sufre deformación alguna.

- El cemento es hidráulico porque al mezclarse con agua, reacciona químicamente hasta endurecer. El cemento es capaz de endurecer en condiciones secas y húmedas e incluso, bajo el agua.

- El cemento es notablemente moldeable: al entrar en contacto con el agua y los agregados, como la arena y la grava, el cemento es capaz de asumir cualquier forma tridimensional.

- El cemento (y el hormigón o concreto hecho con él) es tan durable como la piedra. A pesar de las condiciones climáticas, el cemento conserva la forma y el volumen, y su durabilidad se incrementa con el paso del tiempo.

- El cemento es un adhesivo tan efectivo que una vez que fragua, es casi imposible romper su enlace con los materiales tales como el ladrillo, el acero, la grava y la roca.

- Los edificios hechos con productos de cemento son más impermeables cuando la proporción de cemento es mayor a la de los materiales agregados.

- El cemento ofrece un excelente aislante contra los ruidos cuando se calculan correctamente los espesores de pisos, paredes y techos de concreto.